# Hôpital San Raffaele (Milan)
Pour les articles homonymes, voir HSR.
L'hôpital San Raffaele (Ospedale San Raffaele HSR) ou l’Institut scientifique universitaire San Raffaele est un centre hospitalier universitaire italien. Il est situé à cheval sur les communes de Segrate et de Milan. Il est rattaché à l'université Vie-Santé Saint-Raphaël.

## Historique
L'Hôpital San Raffaele a notamment accueilli Silvio Berlusconi lors de son agression, en 2009. En mai et juin 2023, il y est hospitalité à plusieurs reprises pour une pneumonie et une leucémie. Il y meurt au matin du 12 juin 2023, à l’âge de 86 ans.